# Altajská státní lékařská univerzita
Altajská státní lékařská univerzita (rusky: Алтайский государственный медицинский университет) je vyšší vzdělávací instituce oboru medicíny a zdravotnické péče.

## Historie
Založena byla usnesením Rady ministrů Ruské sovětské federativní socialistické republiky č. 8651-r dne 7. srpna 1954. Původně se jednalo o Altajský státní lékařský institut a roku 1994 získal statut univerzity.

## Struktura
Zahrnuje 6 fakult, 38 teoretických a klinických pracovišť, 151 učeben pro výuku a praktickou výuku, 3 laboratoře klinického výzkumu, poradensko-diagnostické centrum, profesorskou kliniku a stomatologickou kliniku.

### Lékařská fakulta
Byla založena roku 1954 a je nejstarší fakultou univerzity. Do roku 1966 byla také jedinou fakultou. Fakulta školí studenty v oboru všeobecného lékařství. V současné době zde studuje asi 2,7 tisíce lidí. Ročně je přijato kolem 600 lidí.

### Fakulta dětského lékařství
Byla zřízena roku 1966. V současné době zde studuje více než 700 studentů. Ročně je přijato asi 150 lidí.

### Fakulta zubního lékařství
Byla zřízena roku 1990 a roku 2002 otevřela na univerzitní půdě zubní kliniku. Dnes zde studuje kolem 550 studentů a ročně je přijato kolem 150 osob.

### Fakulta farmacie
Byla otevřena roku 1975. Ročně je přijato kolem 50 osob.

### Fakulta lékařské prevence
Byla otevřena roku 2001. Je určena k personálnímu zajištění hygienické služby. Připravuje budoucí hygieniky a epidemiology. Ročně je na fakultu přijato asi 50 osob.

### Fakulta zahraničních studentů
Byla zřízena v říjnu roku 2016. Zařizuje bilingvní vzdělávací programy v oborech všeobecného lékařství, stomatologie a farmacie.